# Liste der Monuments historiques in Bellemagny
Die Liste der Monuments historiques in Bellemagny führt die Monuments historiques in der französischen Gemeinde Bellemagny auf.

## Liste der Bauwerke
| Bezeichnung | Beschreibung                                                                  | Standort               | Kennzeichnung | Schutzstatus   | Datum | Bild |
| ----------- | ----------------------------------------------------------------------------- | ---------------------- | ------------- | -------------- | ----- | ---- |
| Mühle       | Fachwerkhaus, um 1700, technische Ausstattung aus dem 19. und 20. Jahrhundert | 6 rue du Moulin (Lage) | PA00085337    | Inscrit Classé | 1984  |      |